# Oussama Oueslati
Oussama Oueslati (ur. 24 marca 1996 w Manubie) – tunezyjski taekwondzista, brązowy medalista Igrzysk Olimpijskich w Rio de Janeiro.
W 2012 roku zdobył złoty medal na Mistrzostwach Afryki w Antananarywie w kategorii do 80 kg. W 2015 roku na Mistrzostwach Świata w Czelabińsku doszedł do 1/8 finału, ulegając Turkowi Yunus Sarı. Tego samego roku zdobył srebrny medal na Igrzyskach Afrykańskich w Brazzaville, przegrywając w finale z Cheickiem Sallahem Cissé. Wygrał również Światowe wojskowe igrzyska sportowe 2015 w Mungyeong. W 2016 roku wywalczył brązowy medal na Igrzyskach Olimpijskich w Rio de Janeiro.